# Sébastien Tournier
Sébastien Tournier est un ancien joueur français de volley-ball né le 11 juin 1976. Il mesure 1,88 m et jouait passeur.

## Clubs
| Club                 | Pays   | De        | À         |
| -------------------- | ------ | --------- | --------- |
| AS Cannes            | France | 1995-1996 | 1996-1997 |
| JSA Bordeaux         | France | 1997-1998 | 1998-1999 |
| Avignon Volley-Ball  | France | 1999-2000 | 2002-2003 |
| Spacer's de Toulouse | France | 2003-2004 | 2003-2004 |
| Avignon Volley-Ball  | France | 2004-2005 | 2006-2007 |
| Montpellier UC       | France | 2007-2008 | 2009-2010 |
| Arago de Sète        | France | 2010-2011 | 2010-2011 |

## Palmarès
- Championnat de France pro'B
  - Vainqueur : 2000
- Championnat d'Europe des moins de 21 ans
  - Finaliste : 1994
- Championnat de France
  - Finaliste : 1996, 1997
- Coupe de France
  - Finaliste : 1996, 2008, 2010